# X-36 (航空機)
X-36
展示されているX-36
- 用途：戦闘機機動研究機
- 分類：研究機
- 製造者：マクドネル・ダグラス
- 運用者： アメリカ合衆国（アメリカ空軍）
- 初飛行：1997年5月17日
- 生産数：2機
- 退役：1997年11月12日
- 運用状況：研究終了

X-36は、マクドネル・ダグラス（現ボーイング）社とNASAが開発した垂直尾翼を持たない無人の戦闘機機動研究機である。

## 概要
統合打撃戦闘機計画への参加を見越した、次世代戦闘機『アドヴァンスド・ファイター』としての研究のために開発された機体で、予算の問題からフルスケールの機体は製造されておらず、実機の28%程の大きさのリモート・コントロール・システムを使用した無人研究機が製作されたのみである。
計画は1994年から開始され、1996年3月に1号機が完成。初飛行は1997年5月17日に、テストパイロットであるラリー・ウォーカーの遠隔操縦で行われた。1997年11月12日に行われた31回目の飛行をもって研究は終了し、現在は2003年6月16日から国立アメリカ空軍博物館に展示されている。
ステルス性と高機動性を両立させるという研究目的で開発されたエンテ型の機体であり、主翼はクランクド・アロー翼を採用。機体前方のカナード翼とスプリット・エルロンおよびエレボンによって機動力を得ている。また、垂直尾翼がないためドラッグ・ラダーと先進デジタル・フライ・バイ・ワイヤによる制御でピッチ及びヨー軸の安定化を図っている。推力偏向機構は横移動の制御のみ賄う。操縦は地上にある仮想コックピットから、ダミーキャノピーに内蔵されたビデオカメラからの映像を見ながら行う。
その機動性はF/A-18を上回るほどと言われており、テスト飛行中には40度の迎え角飛行に成功している。

## 仕様

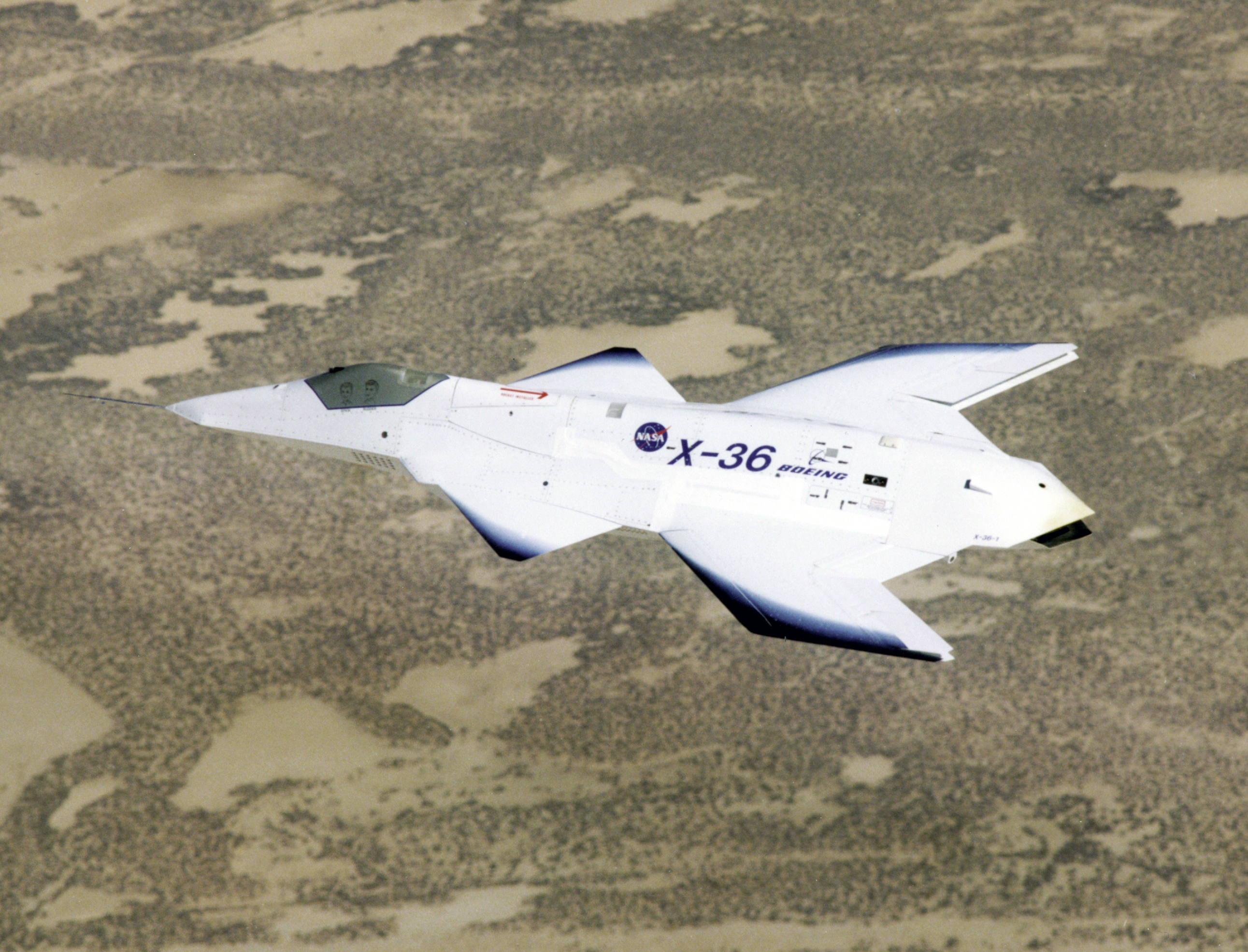
飛行中のX-36。ヨー安定のためドラッグ・ラダーをわずかに開いているのが確認できる。

出典: National Museum of the U.S. Air Force、『Xの時代』p68
諸元
- 乗員: 1
- 全長: 5.55 m （19 ft）
- 全高: 0.94 m （3 ft）
- 翼幅: 3.15 m（10 ft）
- 翼面積: - （-）
- 空虚重量: - （-）
- 最大離陸重量: 567 kg （1,245 lb）
- 動力: ウィリアムズ・インターナショナル F112（英語版） ターボファン、3.1 kN （700 lbf）（317 kg）  × 1

性能
- 最大速度: 376 km/h （234 mph）
- 実用上昇限度: 6,000 m （20,000 ft）
- 推力重量比: 0.56

## 登場作品
『エアフォースデルタ』
『ストライカーズ1999』
自機の一つとして登場。「ウォーロイド」と呼ばれるロボットに変形する。
『エースコンバット3 エレクトロスフィア』
本機をモデルにした「XFA-36A ゲイム」が登場している。